# Rare (Asia)
Rare è un album in studio del gruppo rock britannico Asia, pubblicato nel 1999. 

## Tracce
1. The Waterfall – 0:56
2. The Journey Begins – 1:43
3. The Seasons – 2:12
4. The Gods – 1:28
5. The Whales – 2:16
6. The Journey Continues – 1:21
7. The Reservation – 2:58
8. The Bears – 2:13
9. Under the Seas – 1:54
10. At the Graveyard – 1:14
11. Downstream – 2:17
12. The Ghosts – 2:56
13. The Sun – 0:34
14. The Moon – 1:08
15. The Sharks – 2:34
16. The Journey Ends – 0:33
17. The Indians – 2:55
18. The Angels – 2:52
19. The Horizons – 3:13
20. To the Deep – 3:27
21. The Game – 3:52
22. The Exodus – 4:25

## Formazione
- John Payne – chitarra, basso
- Geoff Downes – tastiera